# Dohrniphora aterpaolii
Dohrniphora aterpaolii är en tvåvingeart som beskrevs av Ronald Henry Lambert Disney 2006. Dohrniphora aterpaolii ingår i släktet Dohrniphora och familjen puckelflugor. Inga underarter finns listade i Catalogue of Life.